# David Harrower
David Harrower (Edimburgo, 1966) è un drammaturgo e sceneggiatore britannico.

## Biografia
David Harrower è autore di una decina di opere teatrale originali, tra cui Blackbird. La pièce debuttò ad Edimburgo nel 2005 e fu poi riproposta a Londra, dove vinse il Laurence Olivier Award alla migliore nuova opera teatrale. Harrower ha inoltre curato gli adattamenti di diverse opere teatrali per le scene britanniche, tra cui Sei personaggi in cerca d'autore, Ivanov, Woyzeck e Maria Stuarda.

## Filmografia parziale
- Una, regia di Benedict Andrews (2016)
- Outlaw King - Il re fuorilegge (Outlaw King), regia di David Mackenzie (2018)
- Lockerbie - Attentato sul volo Pan Am 103 (Lockerbie: A Search For Truth), regia di Otto Bathurst e Jim Loach – miniserie TV (2025)